# ديك لوكاس (مغني)
ديك لوكاس (بالإنجليزية: Dick Lucas)‏ هو مغني بريطاني، ولد في 21 فبراير 1961 في تروبريدج في المملكة المتحدة.

## وصلات خارجية
- ديك لوكاس على موقع ميوزك برينز (الإنجليزية)
- ديك لوكاس على موقع ديسكوغز (الإنجليزية)